# Murupeaca pinimatinga
Murupeaca pinimatinga là một loài bọ cánh cứng trong họ Cerambycidae.